# Arbeiterkommunistische Partei Irans

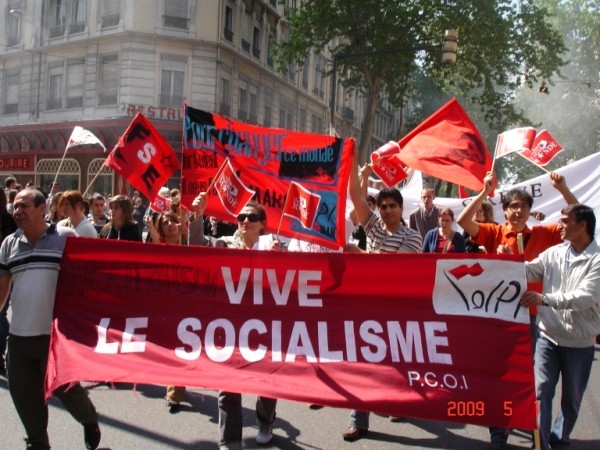
Proteste zum 1. Mai 2009 in Lyon, Frankreich

Die Arbeiterkommunistische Partei Irans (persisch حزب کمونیست کارگران ایران, kurz API) ist eine kommunistische iranische Exil-Partei, die in Opposition zur heutigen iranischen Regierung steht.

## Gründung und Profil
Die Partei wurde 1991 von Mansoor Hekmat durch Abspaltung von der Kommunistischen Partei Irans gegründet; seit seinem Tod im Jahr 2002 wird sie von Hamid Taghwai geführt. 2004 hat sich nach Konflikten über die zukünftige Parteitaktik die Arbeiterkommunistische Partei des Iran-Hekmatist unter Korusch Modaresi abgespalten. Im Jahr 2007 kam es zu einer weiteren Abspaltung, aus der die Arbeiterkommunistische Einheitspartei (WUP) unter der Leitung von Ali Dschavardi hervorging. Die Partei und ihre Abspaltungen kämpfen für den Sturz der Islamischen Republik Iran und für die Einrichtung einer „kommunistischen Republik“. Sie unterhalten einen Fernsehsender und eine Radiostation.

## Aktivitäten in Deutschland
Die Arbeiterkommunistische Partei Irans sowie deren Abspaltungen stehen unter Beobachtung des Bundesamts für Verfassungsschutz.
Der Verfassungsschutzbericht 2011 geht von insgesamt 250 aktiven Mitgliedern der drei Gruppierungen aus, bekanntes Mitglied in Deutschland ist Mina Ahadi, die Vorsitzende des Zentralrats der Ex-Muslime. Alle drei Organisationen streben, so der Verfassungsschutz, eine Revolution und ein kommunistisches Gesellschaftssystem in Iran an. Die API versucht „durch gängige Themen wie die Dokumentation der Menschenrechtssituation in Iran oder die Forderung nach Abschaffung der Todesstrafe einen breiten Kreis von Interessierten anzusprechen und sich als beachtenswerte Organisation darzustellen. Dabei bedient sie sich häufig diverser Umfeldorganisationen, zu nennen sind der „Zentralrat der Ex-Muslime e.V.“ (Verdachtsfall), das „Internationale Komitee gegen Steinigung“ (Verdachtsfall) und die „Internationale Kampagne zur Verteidigung der Frauenrechte im Iran“ (Verdachtsfall). […] Ungeachtet ihres Engagements ist es der API bislang nicht gelungen, innerhalb der breiten Öffentlichkeit Beachtung zu erlangen.“ (Verfassungsschutzbericht 2011)